# Kaunas tekniska universitet

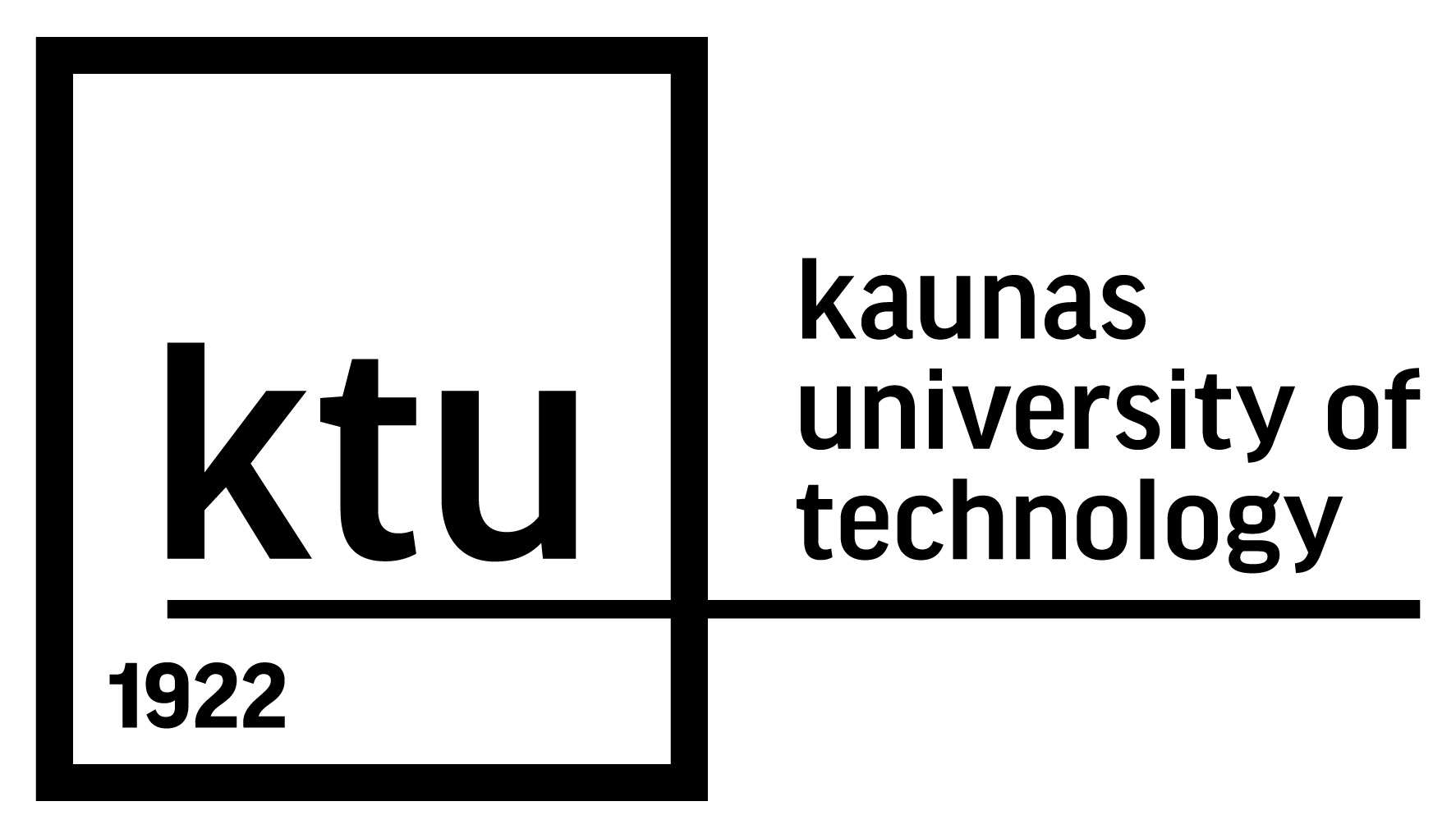
KTU:s logotyp på engelska.

Kaunas tekniska universitet (Kauno technologijos universitetas) är ett statligt universitet i Kaunas i Litauen, med huvudsaklig inriktning på teknik och naturvetenskap. KTU har ca 17 000 studenter.